# Sagui-de-manto-branco
Sagui-de-manto-branco (Leontocebus weddelli melanoleucus) é um sagui encontrado na Amazônia brasileira. Já foi considerado subespécie de Saguinus fuscicollis, e habita a região entre os rios Juruá e Tarauacá.